# Tina Modotti

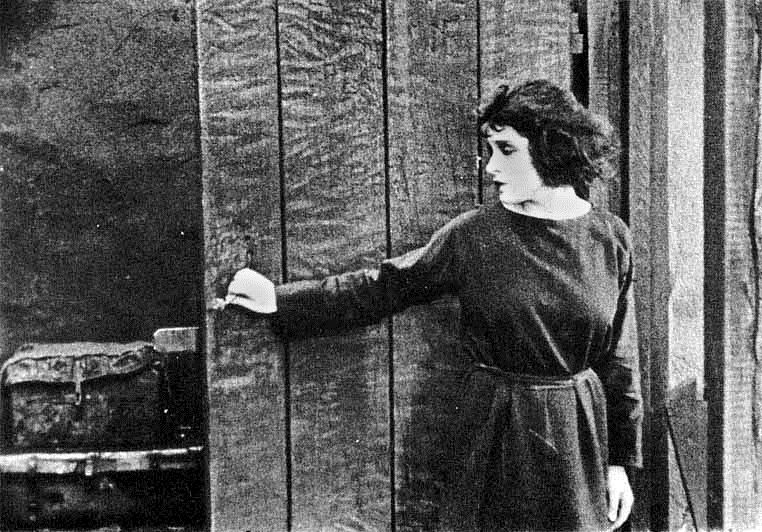
Tina Modotti dans le film The Tiger's Coat (1920).

Assunta Adelaide Luigia Modotti dite « Tina Modotti », née le 17 août 1896 à Udine, région du Frioul-Vénétie Julienne, Italie et morte le 6 janvier 1942, est une photographe, actrice et militante révolutionnaire.

## Biographie

### Jeunesse
Le père de Tina Modotti est mécanicien à Udine. Un oncle, Pietro Modotti, est un photographe réputé dans la même ville.
Elle naît le 17 août 1896 à Udine, région du Frioul-Vénétie Julienne, Italie. En 1897 ou 1898, la famille s’installe dans les environs de Klagenfurt (Autriche) où son père a trouvé un emploi dans une usine de bicyclettes.
La famille revient à Udine en 1905 et la jeune Tina Modotti doit recommencer ses études primaires au début, en italien, après les avoir faites en allemand à Klagenfurt.
La réadaptation lui est difficile, notamment à cause de la différence d’âge avec ses condisciples.
Son père émigre en Amérique vers 1908 avec sa fille aînée, où il rejoint un de ses frères, établi à Turtle Creek (Pennsylvanie) depuis 1904.
Au bout d'un an, il doit abandonner ce projet, qui est un échec et, revenant à son métier d’origine, il ouvre un atelier de mécanique, où il fait surtout des réparations en tout genre.
Pendant ce temps, la famille restée à Udine se trouve plongée dans une grande pauvreté.
À 12 ans, Tina Modotti travaille douze heures par jour dans une usine textileet est la seule à apporter un salaire à la maison pour nourrir sa mère et ses quatre frères et sœurs.

### L'Amérique

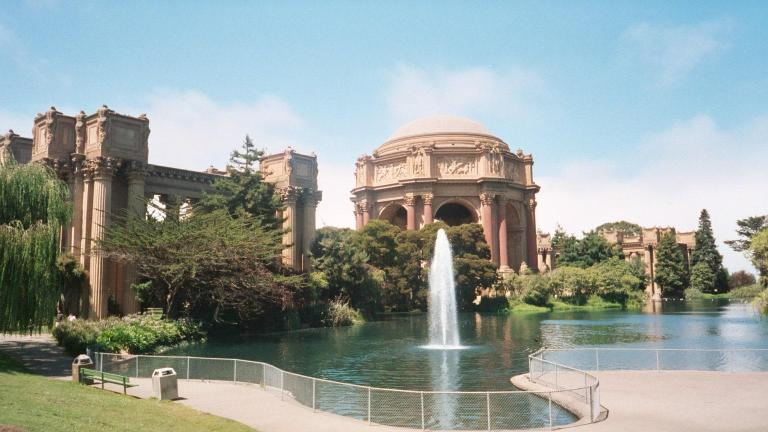
Le palais des Beaux-Arts de San Francisco.

En 1913, le père a les moyens de faire venir sa fille à San Francisco. Tina Modotti débarque à Ellis Island le 8 juillet 1913 et répond au fonctionnaire de l’Immigration qui lui demande si elle n’est « ni anarchiste ni polygame, et n’a jamais été en prison». Tina Modotti a 17 ans et trouve rapidement un emploi de couturière auprès de sa sœur dans le prestigieux magasin de mode I. Magnin qui propose notamment les dernières créations de Paris. Sa beauté est remarquée, ce que lui vaut d'être employée comme mannequin pour présenter les collections.
En 1915, San Francisco accueille l’Exposition internationale Panama-Pacific, officiellement organisée pour célébrer l’ouverture du canal de Panama, mais surtout pour célébrer la reconstruction de la ville après le séisme de 1906. C’est là que Tina Modotti rencontre celui qui deviendra son mari en 1917, le peintre et poète Roubaix de l’Abrie Richey (dit « Robo »), et est confrontée pour la première fois aux manifestations de l’art moderne. Au palais des beaux-arts, elle voit notamment des œuvres d’Edvard Munch et de futuristes italiens ainsi que des photos d’Edward Weston. Un an plus tard, elle abandonne le métier de mannequin et se tourne vers une carrière théâtrale, elle joue dans des opérettes dans un théâtre italien local et est remarquée par un chercheur de talents de Hollywood.
Tina Modotti et Robo arrivent à Los Angeles fin 1918 et, après quelques petits rôles, elle obtient le rôle principal dans deux films, I Can Explain et The Tiger’s Coat. Dans ce dernier, elle porte une robe dont le modèle et le tissu ont été créés par Robo. Pour Tina Modotti et Robo, Los Angeles ne se limite pas à Hollywood et au cinéma. Ils font partie de tout un cercle d’avant-garde composé d’artistes, d’anarchistes et d’intellectuels, tous fascinés par l’art, le mysticisme oriental, l’amour libre et la révolution mexicaine.
Pendant ce temps, Modotti père a acquis une certaine aisance et, en 1920, il a enfin pu faire venir son épouse et les enfants restés en Italie.

### Premiers voyages au Mexique
À Los Angeles, en 1921, Tina Modotti rencontre Edward Weston, photographe célèbre de dix ans son aîné, marié et père de 4 garçons, personnage important d’un autre cercle d’intellectuels bohèmes. Les deux groupes se retrouvent régulièrement chez l’un ou chez l’autre, et Tina et Edward ressentent rapidement une attirance réciproque. Son mariage avec Robo bat déjà un peu de l’aile et Tina Modotti expliquera plus tard que leur union s’est progressivement dégradée, quoiqu’ils restent en bons termes, du fait de la personnalité de Robo, trop dépendant, qui ne peut la satisfaire ni sur le plan sentimental ni sur le plan sexuel. Tina Modotti devient d’abord le modèle d'Edward Weston, puis sa maîtresse. Robo et Weston sont invités à exposer à Mexico par le directeur de l’Académie des Beaux-Arts, le poète Ricardo Gómez Robelo, dont Robo a illustré un recueil. Il est prévu que Tina Modotti accompagne son mari, mais elle doit auparavant terminer le tournage de I Can Explain. Robo part donc seul pour le Mexique.
En 1922, elle part pour Mexico où Robo a contracté la variole, elle y arrive deux jours après son décès. Elle reste sur place et supervise une exposition des œuvres de Robo, Edward Weston et d’autres artistes californiens dont il avait emporté des travaux. Ricardo Gómez Robelo l’introduit auprès des muralistes mexicains lors de ce premier séjour qui se termine brutalement lorsqu’elle apprend la maladie et le décès de son père quelques semaines plus tard.
Sa relation avec E. Weston qui s’intensifie et cette double perte provoquent une nouvelle prise de conscience chez Tina Modotti. Elle ne peut plus se satisfaire des rôles stéréotypés que lui offre Hollywood, ni de son rôle de simple modèle devant l’objectif d'Edward Weston, de Johan Hagemeyer (en) et des autres membres du cercle de Weston. Elle commence à travailler au studio de Weston , à les accompagner, Johan Hagemeyer et lui, lors de prises de vue en extérieur et à les assister pour les travaux de laboratoire.
En 1923, elle retourne au Mexique, accompagnée cette fois d'Edward Weston et de Chandler, le fils de ce dernier. Edward Weston s’est engagé à lui enseigner la photographie en échange de son aide au studio, elle devient donc officiellement son assistante. Le Mexico postrévolutionnaire des années 1920 est en pleine effervescence sociale et culturelle, un peu comme le sont Berlin et Paris à la même époque et la maison des Weston-Modotti devient un lieu de réunion célèbre où se rencontrent radicaux, écrivains et artistes tels que Diego Rivera, Anita Brenner (en) ou Jean Charlot. Le nouveau romancier B. Traven apprend la photographie à leurs côtés.

### La photographie
Instruite par Edward Weston, Tina Modotti maîtrise rapidement la technique photographique et, plus son séjour se prolonge au Mexique, plus elle s’éloigne de son influence pour s’investir dans le reportage photographique et rendre compte de l’agitation politique et de l’injustice sociale dont elle est témoin, ainsi que de la révolution culturelle en cours au centre de laquelle se trouvent les muralistes. Le 1er novembre 1924, une exposition où l’on peut voir des photos de Tina Modotti et d'Edward Weston est inaugurée en présence du président Álvaro Obregón. Ils font la connaissance de l’écrivain D. H. Lawrence qui est alors au Mexique en train d’écrire son roman fameux Le Serpent à plumes. Elle lit Oscar Wilde, Edgar Allan Poe, Freud ainsi que Nietzsche, et ses idées se radicalisent.
En 1926, elle sillonne le Mexique avec Edward Weston et son fils aîné, Brett, prenant des photos pour illustrer le livre d’Anita Brenner Idols Behind Altars (Des idoles derrière les retables), une réflexion sur l’art moderne mexicain et ses sources traditionnelles et précolombiennes. En novembre de la même année, la rupture entre Edward et Tina Modotti est consommée : l’écart entre leurs conceptions esthétiques et l’engagement politique et social de Tina Modotti, qui se tourne vers l’extérieur alors que Edward Weston est dépourvu de tout réalisme social, la nostalgie d'Edward qui veut revoir sa famille et la volonté de Tina de rester au Mexique, où elle pressent qu’elle a un rôle à jouer dans la révolution culturelle et sociale en cours, toutes ces différences s’accentuant provoquent leur séparation. Ils ne se reverront jamais, mais resteront en contact épistolaire permanent jusqu’en 1931, date à laquelle Tina Modotti s’installera en Russie. Edward Weston choisit de revenir en Californie, et Tina Modotti poursuit seule son parcours de photographe au Mexique. Son amitié avec les muralistes, proches ou membres du Parti communiste mexicain, Diego Rivera en particulier mais aussi José Clemente Orozco et Jean Charlot, la fortifie dans son engagement politique et l’amène à devenir la photographe officielle de ses fresques en 1925. Elle fait la connaissance du poète russe Vladimir Maïakovski, un des chefs de file des futuristes russes. C’est pour elle une période d'intense activité artistique et politique, où elle s’implique surtout dans des campagnes pour la libération des prisonniers politiques ou la promotion des mouvements de libération internationaux, laissant de côté les débats idéologiques qui ne l’intéressaient que très peu. Fin 1925, début 1926 elle retourne à San Francisco auprès de sa mère gravement malade. Elle fréquente tous les amis d'Edward Weston et le studio de Dorothea Lange.
Elle mène de front son œuvre personnelle, les photographies de travaux d’artistes mexicains destinées à la publication de livres d’art ainsi que ses travaux de photojournalisme pour El Machete, le journal du Parti communiste mexicain auquel elle adhère en 1927,, et une activité de photographe plus conventionnelle, alimentaire, réalisant de nombreux portraits en studio pour la riche bourgeoisie de Mexico. Sa maison est devenue un lieu de rencontre pour les exilés dont elle soutient les luttes de libération nationale et pour nombre d’artistes mexicains, comme le jeune photographe Manuel Alvarez Bravo, Rufino Tamayo ou Frida Kahlo, qu’elle présentera à Diego Rivera.

### Scandales, drames et procès

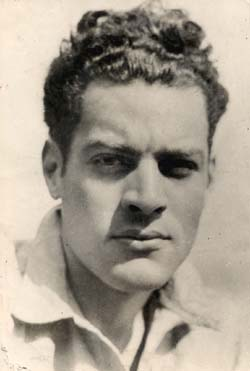
Julio Antonio Mella.

En 1928, Tina Modotti vit avec Julio Antonio Mella, un jeune révolutionnaire cubain en exil, qui est abattu en pleine rue à ses côtés alors qu’ils rentraient un soir après être allés au cinéma,. Il s’agit d’un crime politique dont le gouvernement se sert contre les communistes, le faisant passer pour un crime passionnel malgré les témoins qui ont décrit le déroulement des faits. L’enquête est orientée, sa maison est perquisitionnée et une véritable inquisition sur sa vie privée commence. Les photos de nus qu'Edward Weston a réalisées d’elle sont saisies comme preuve de son « immoralité », ce qui va causer un tort irréparable à sa réputation et à sa carrière, aussi bien auprès de la base du Parti communiste, paysans et ouvriers peu familiarisés avec l’art photographique, qu’auprès de sa clientèle de la haute société qui la voit dépeinte dans la presse comme une « communiste dépravée ».
Malgré son acquittement lors du procès, la mort de Julio Antonio Mella et le harcèlement policier et médiatique la laissent profondément meurtrie, lui donnent une perception du monde irrévocablement changée et renforcent son engagement dans la lutte pour le changement social :« Il n’y avait plus pour elle de moyen terme ; la vie était désormais affaire d’absolus. Elle avait été une photographe engagée, elle était désormais une révolutionnaire pourvue d’une mission. Un zèle nouveau la poussait à suivre les traces de Mella. »
Julio Antonio Mella était le rédacteur en chef de El Machete, elle y avait déjà publié une série de photos sous le titre Les contrastes du régime, montrant des images de dégradation et de pauvreté confrontées à celles de la richesse des possédants. Tina Modotti poursuit son engagement dans le photojournalisme en couvrant une manifestation le 1er mai, dix-huit images prises avec son Graflex qui montrent le début jovial de la marche que l’on suit dans les rues de Mexico, l’arrivée de la police venue disperser la foule et les violences qui mettent fin à la manifestation. C’est un changement d’attitude dans sa pratique photographique : la composition lente et précise de l’image esthétique n’en est plus l’objectif principal, il s’agit maintenant de montrer le mouvement de la vie saisi sur le vif. Elle se déplace rapidement pour enregistrer les moments importants de la manifestation. Dans une interview parue la même année, elle définira sa nouvelle manière comme traduisant sa volonté de ne produire que des « instantanés parfaits ».
Après un voyage dans l'isthme de Tehuantepec où elle s’est consacrée à un reportage sur la vie quotidienne et les coutumes des femmes de cette région, Tina Modotti est de retour à Mexico et de nouveau poursuivie par le scandale et la police secrète qui la met sous surveillance continue. Des vigiles sont en permanence devant sa porte. Lors de sa première exposition personnelle, en 1929 à la bibliothèque nationale du Mexique, le peintre muraliste David Alfaro Siqueiros fait le discours inaugural et est arrêté quelques jours plus tard pour conspiration contre le gouvernement. La presse se déchaîne à nouveau contre Tina Modotti alors que, dans le même temps, son travail est de plus en plus reconnu sur le plan international à un point tel qu’elle devient une caution publicitaire pour Agfa et que ses photos ou des articles sur elle sont publiés dans différentes revues de gauche ou d’avant-garde aux États-Unis et en Europe.
Début 1930, les membres du Parti communiste mexicain sont l’objet d’une répression sévère car on leur attribue la responsabilité d’un attentat contre le président. Tina Modotti est arrêtée et expulsée. Sur le bateau qui l’emmène vers l’Europe, elle retrouve Vittorio Vidali, un ami italien dont elle a fait la connaissance à Mexico en 1927. Il est agent soviétique et essaye sans succès de la convaincre de l’accompagner à Moscou. À son arrivée à Rotterdam, le consul italien l'attend pour tenter de la faire arrêter. La police mussolinienne, l’Ovra, suit sa piste depuis 1927, mais les avocats du Secours rouge international (SRI) empêchent l’arrestation.
Tina Modotti décide de s’installer à Berlin où elle entre en contact avec le mouvement du Bauhaus dont elle connaît les travaux par des publications. Lotte Jacobi lui organise une exposition qui est très bien reçue par les critiques. Mais Tina Modotti ne parvient pas à s’adapter à cet environnement et, au bout de six mois, elle rejoint Vidali à Moscou où une autre déception l’attend. Elle se rend assez vite compte que son travail de photographe ne correspond pas aux exigences du réalisme socialiste stalinien. En 1930, la création soviétique est loin des expérimentations et de l’originalité enthousiasmantes des années 1920.

### La guerre d'Espagne
Comme elle l’envisageait déjà depuis quelque temps, Tina Modotti abandonne complètement la photographie pour se consacrer essentiellement à la lutte contre le fascisme en travaillant pour le Secours rouge international. Déjà au Mexique, après l’assassinat de Julio Antonio Mella, le traumatisme du meurtre et de son intimité violée, de sa vie privée exposée au grand public par des journalistes malveillants puis l’incompréhension et le rigorisme des dirigeants du Parti communiste, tout cela avait dû faire naître en elle un sentiment de malaise vis-à-vis de sa propre beauté, sentiment qu’elle ne pouvait sans doute apaiser qu’en s’immergeant avec humilité dans le travail en faveur de la « cause ». Sous différents pseudonymes elle se rend ainsi dans les pays à régime fasciste pour apporter de l’aide aux familles des prisonniers politiques. Tina Modotti est envoyée en Pologne, en Roumanie, en Hongrie, pour aider les militants pourchassés, en Autriche, en février 1934, où le soulèvement contre la dictature de Dollfuss se soldera par 1 800 morts et des milliers de blessés, en Espagne où 30 000 mineurs asturiens sont arrêtés fin 1934. En novembre 1935, avec son compagnon Vidali, elle contribue à organiser le Secours rouge international à Paris. Le couple est hébergé chez les Le Bihan, la famille de la future résistante Cécile Rol-Tanguy.
En 1936, dès le début de la guerre d’Espagne, Tina Modotti est à Madrid avec Vidali. Sous le nom de Carlos, ce dernier participe à la défense de la capitale contre les franquistes tandis qu’elle travaille activement à l’organisation de l’aide internationale à la république, fait des traductions et écrit pour Ayuda, le journal du Secours rouge espagnol et s’occupe particulièrement de l’évacuation des enfants de Madrid et Valence vers Barcelone. Tina Modotti fera également partie des proches de Dolores Ibárruri, « La Pasionaria », présidente du Parti communiste espagnol. En 1937, elle représente le SRI au Congrès international des intellectuels pour la défense de la culture à Valence. Jusqu’à la fin de la guerre d’Espagne elle s’occupe de l’organisation du SRI et de l’évacuation vers le Mexique et l'Union soviétique des orphelins de guerre .

### Retour en Amérique
En 1939, Barcelone est occupée par les franquistes et Tina Modotti parvient à fuir avec Vidali pour Paris. Elle arrive en avril avec un faux passeport espagnol à New York, où se trouve déjà Vidali, mais on ne la laisse pas débarquer et elle est placée sur un bateau en partance pour le Mexique. Elle vit sous la fausse identité de Carmen Ruiz et évite ses anciens amis. Elle travaille au soutien des réfugiés de la Guerre d’Espagne. Lorsqu’elle rencontre Manuel Alvarez Bravo, elle lui confie qu’elle a abandonné la photographie. Tina Modotti ne se réinscrit pas au Parti communiste car elle est en désaccord avec le parti sur le pacte germano-soviétique.
En 1940, le président Lázaro Cárdenas annule l’ordre d’expulsion qui la frappe. Tina Modotti reprend progressivement contact avec ses anciens amis. Vidali est arrêté, soupçonné d’avoir trempé dans le meurtre de Trotsky, survenu en août 1940 à Mexico. Terrorisée, Tina Modotti n’ose presque plus quitter sa maison mais passe quand même le réveillon de la Saint-Sylvestre chez le poète chilien Pablo Neruda.
Tina Modotti meurt d’une crise cardiaque dans le taxi qui la ramène chez elle, dans la nuit du 6 janvier 1942, à Mexico, à l’âge de 45 ans, après un dîner chez son ami l’architecte du Bauhaus Hannes Meyer. La presse se montre à nouveau virulente envers elle. Pablo Neruda répond en publiant les vers qui figurent sur sa tombe au Panthéon de Dolores à Mexico : « Tina Modotti, ma sœur, tu ne dors pas, non. »

## Filmographie
- The Tiger's Coat (Lubin Manufacturing Company, 1920)
- Riding With Death (Fox Film Corporation, 1921) en tant que « Tina Medotti »
- I Can Explain (Pathé Exchange, 1922)
- Tina Modotti: El dogma y la pasión (documentaire) (Mexique - Italie, 2011)

Pendant cette période, les actrices étaient censées apporter leurs propres costumes, c'est ainsi que pour ces films, Tina, couturière douée, conçut ses vêtements : « garish plaid travel ensemble, satin cloak, bejeweled brassiere, feathered beret, harem pants, tie-dyed shawl and batiked gown. »

## Collections
- Bibliothèque du Congrès
- Getty Center
- Museum of Modern Art (MoMA), New York
- Art Institute of Chicago
- George Eastman House

## Publication
- Lettres à Edward Weston 1922–1931, titre original Vita, arte e rivoluzione. Lettere a Edward Weston 1922–1931, édition de Valentina Agostinis, traduit de l'anglais par Béatrice Vierne, Anatolia éditions, Paris, 1995  (ISBN 2-909848-20-5)

## Hommages
- Trois chansons ont été écrites sur Tina Modotti. Une dans sa langue natale, le frioulan, intitulée Tine[14] et écrite par Jean-Marie Sommarti ; une autre, en italien, écrite par Maxime Bubola ; la troisième, Recap Modotti, par le groupe américain Fugazi sur l'album End Hits sorti en 1998.
- Une plaque commémorative, via Pracchiuso à Udine, rappelle au passant que Tina Modotti naquit dans cette maison. Sur cette plaque est gravée une citation du poète chilien Pablo Neruda célébrant la mémoire et l'engagement de son amie.
- Le guitariste américain Nels Cline lui rend hommage dans son morceau Exiled (for Tina Modotti) présent sur l'album Silencer sorti en 1992.
- Le film Frida de Julie Taymor lui rend hommage en 2002, sous les traits de l'actrice Ashley Judd.
- Tina est un album de chansons (2013 distribué par Musicast) dédié à Tina Modotti, du duo Catherine Vincent[15] (Marseille). L'album comprend 10 titres dont un poème de Tina Modotti, Plenipotentiary[16] (1923) mis en musique ainsi que le poème Tina Modotti ha muerto (1942) de son ami le poète chilien Pablo Neruda. Le duo a également créé un ciné concert chanté[17] autour du film The tiger's coat avec Tina Modotti dans le rôle principal.

### Bandes dessinées
- L'Impertinence d'un été, deux albums parus en 2009 et 2010. Scénario de Denis Lapière, dessins de Rubén Pellejero, éditions Dupuis, label Aire libre Les albums couvrent principalement la période de 1923 à 1930 (Mexique et relation amoureuse avec Edward Weston).
- Tina Modotti, roman graphique paru en juin 2011 Une biographie de Tina par Angel de la Calle, publiée en coédition par Vertige Graphic et la librairie Envie de Lire (Ivry-sur-Seine).
- L'ombre rouge, scénario de Jean-Pierre Pécau, dessin de Jandro Gonzalez, paru chez Glénat en 2020, met en scène Jorge Semprún découvrant des photos inédites de Tina Modotti et retraçant son parcours.